# 浜田隆 (外交官)

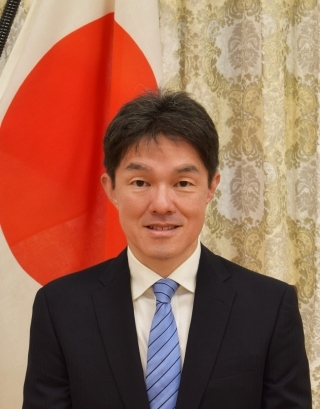
外務省より公表された公式肖像画像

濵田 隆（はまだ たかし、1967年〈昭和42年〉7月27日 - ）は、東京都出身の日本の外交官。
在中華人民共和国大使館公使、内閣官房内閣審議官などを経て、2023年11月から在瀋陽総領事を務める。

## 略歴
- 1991年3月　東京外国語大学卒業
- 1991年4月　外務省入省
- 2002年12月　総合外交政策局国連政策課 首席事務官
- 2005年7月　在ニューヨーク日本国総領事館 領事
- 2008年8月　大臣官房人事課 首席事務官
- 2010年8月　大臣官房人事課企画官
- 2011年8月　アジア大洋州局中国・モンゴル課日中経済室長
- 2012年8月　アジア大洋州局中国・モンゴル第二課長
- 2014年8月　公益財団法人交流協会台北事務所 総務部長
- 2014年8月　日本台湾交流協会台北事務所 副代表
- 2017年8月　在中華人民共和国日本国大使館 公使
- 2019年7月　内閣府総合海洋政策本部事務局 参事官
- 2021年10月　内閣官房 内閣審議官
- 2023年11月　在瀋陽日本国総領事館 総領事